# 좡융
좡융 (1972년 8월 10일 ~)은 중국 출신의 수영 선수이다. 그녀는 1992년 바르셀로나 하계 올림픽때 자유형 100m에서 금메달을 획득했다. 그것은 수영 종목에서 중국 최초의 금메달이었다.
좡융은 1972년에 상하이에서 태어났다. 그녀는 1985년 중국 수영 선수권 대회 주니어 부문에서 3개의 금메달과 3개의 은메달을 획득했다.
좡융은 1988년 서울 올림픽과 1992년 바르셀로나 올림픽에서 은메달을 획득했다.
좡융은 1990년 베이징 아시안 게임에서 4관왕을 썼고, 1991년 세계 선수권 대회 50m와 100m에서 각각 금메달과 동메달을 획득했다.